# Gavarra (Alt Urgell)
Gavarra és un nucli de població del municipi de Coll de Nargó, a l'Alt Urgell. Té una població de 20 habitants (2018), n'havia tingut 40 el 1991. El poble es troba en un turó a 1.123 metres d'altitud en un contrafort de la Serra d'Aubenç. A la part més alta hi ha un casal d'aspecte medieval, hom pensa que podria ser alguna resta de l'antic castell de Gavarra.

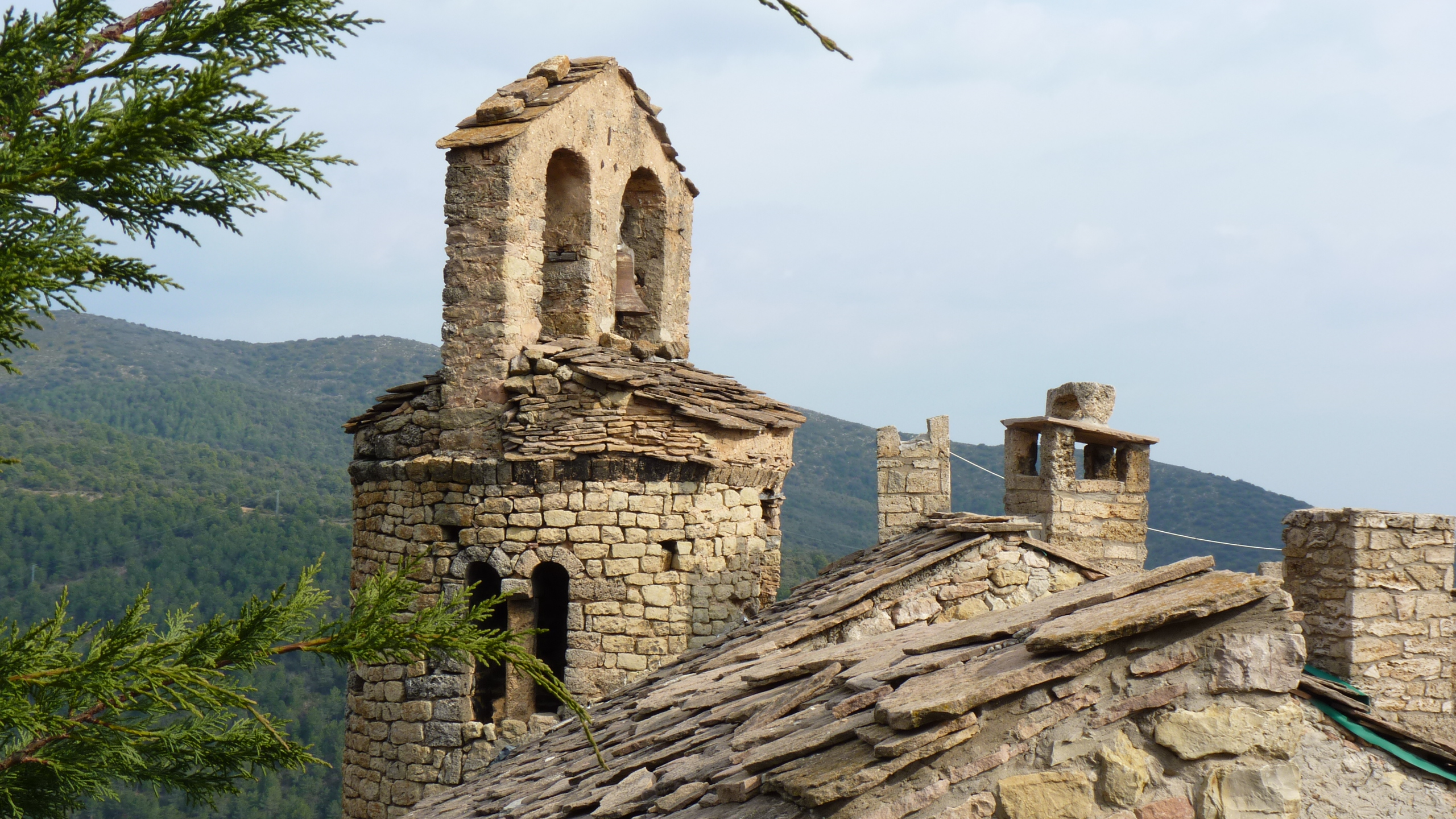
Detall de l'església

El castell de Gavarra, dins el Comtat d'Urgell, és documentat el 1071 en el testament del famós capitost Arnau Mir de Tost, el qual, amb altres béns, el llegava al seu net Guerau Ponç. En el testament d'Arsenda, muller del primer, hi havia una deixa a l'església de Sant Sadurní de Gavarra. El castell confrontava a migdia amb el terme del castell de Peramola. Més endavant el lloc pervingué al capítol de la Catedral d'Urgell, al qual ja pertanyia segons els fogatjaments del segle xiv. Romangué de la dita senyoria fins al segle xix.

## La comanda hospitalera d'Isot
A Gavarra existí des del segle xii el priorat-comanda de Sant Salvador d'Isot, la primera menció del qual data de 1190. Entre les poques notícies que ens han arribat d'aquesta comanda, se sap que el 1202 residia a Isot una comunitat mixta, i que una mica més tard el comanador d'Isot era el mateix que el de les cases hospitaleres de Costoja i Berga.

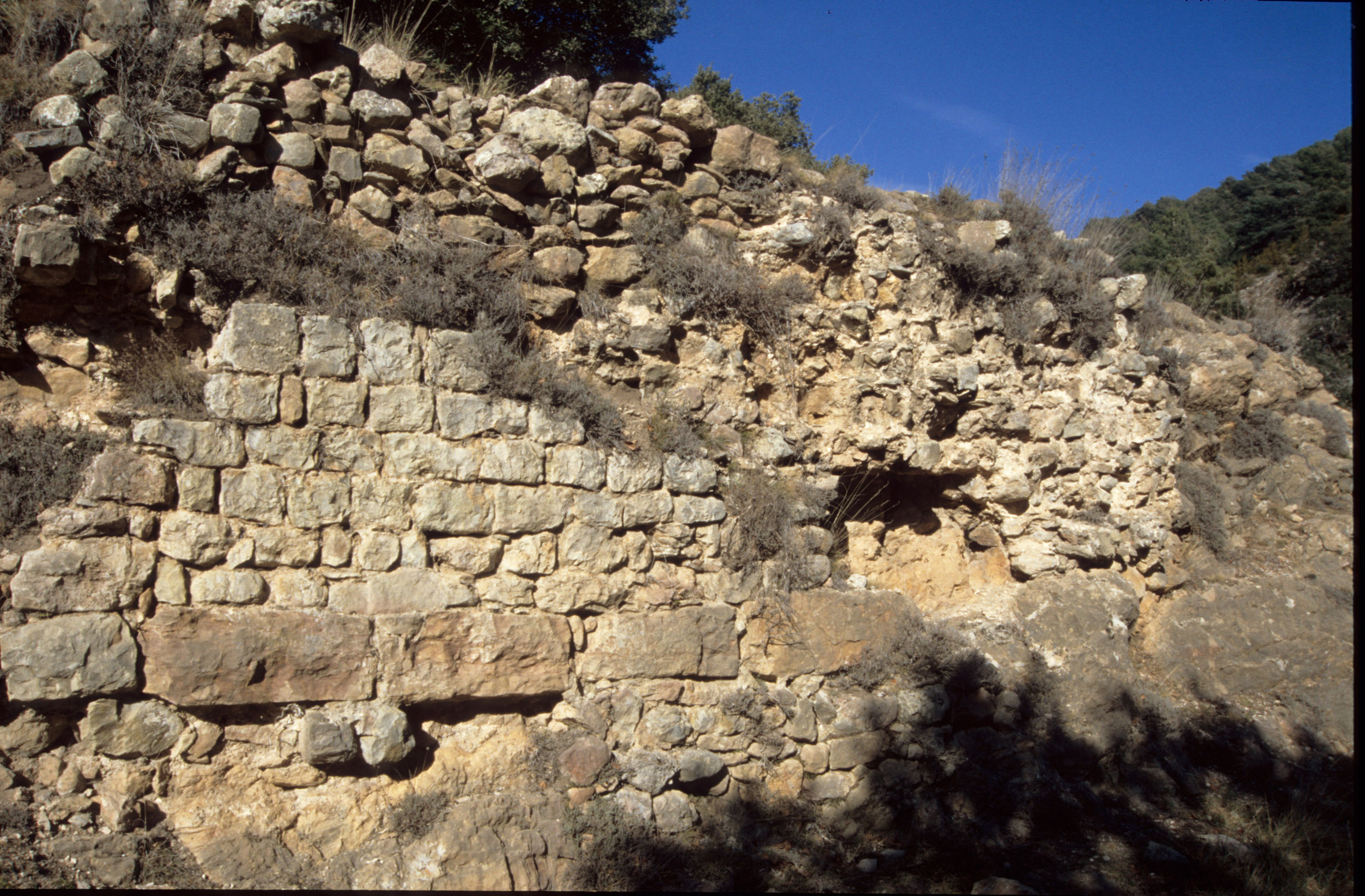
Ruïnes de l'antic convent hospitaler (1999)

L'antic convent hospitaler d'Isot restà tradicionalment ignorat pels estudiosos. Joaquim Miret i Sans, a Les cases de templers y hospitalers en Catalunya, sense precisar, el situava pels rodals de Bellfort, a la baronia de Rialb (Noguera). Fa uns anys a partir d'un topònim i una descripció que diu: "antic monestir o convent conegut per la Font d'Issot", podia ésser localitzada la possible ubicació de la seu de la comanda.
Efectivament, al lloc conegut com la Font d'Isot, de Gavarra, hi ha restes importants d'un mur de bona carreuada que, segons la tradició del lloc, pertanyen a un antic convent. És un paratge tranquil i frondós poblat de pollancres on els gavarrencs baixen a berenar les tardes d'estiu. Tot i que, més enllà del topònim i les ruïnes no hi ha evidències documentals, la tradició oral i el fet que el lloc sigui molt proper de les principals dependències de la comanda (Carreu, al nord, i Bellfort, al sud) fan que la hipòtesi resulti molt versemblant.